# Toots and the Maytals
Toots and the Maytals, originalmente llamados The Maytals, es un influyente grupo jamaicano de música ska y reggae.
Su sencillo de 1968 "Do the Reggay" fue la primera canción en usar la palabra "reggae", acuñando el nombre del género y presentándolo a una audiencia global. El Diccionario de Inglés de Oxford acredita a Toots and the Maytals en la etimología de la palabra. Según Chris Blackwell, el fundador de Island Records, "los Maytals eran diferentes a cualquier otra cosa... sensacionales, crudos y dinámicos".

## Biografía
El líder de la banda, Frederick "Toots" Hibbert, nació en May Pen, Jamaica en 1945. Creció cantando música góspel en el coro de una iglesia, pero se trasladó a Kingston en 1961, donde conoció a Henry "Raleigh" Gordon y a Nathaniel "Jerry" McCarthy. Juntos formaron el trío vocal The Maytals. Entre 1962 y 1963 grabaron el álbum Never Grow Old: Presenting the Maytals, con el productor Clement Coxsone Dodd en el Studio One en Jamaica y con una base instrumental de The Skatalites.
Grabaron también con Prince Buster, pero su segundo álbum fue producido por Byron Lee en 1965. Su carrera musical se interrumpió cuando Hibbert fue encarcelado entre 1966 y 1967 por posesión de drogas. A la salida de Hibbert de la cárcel, el grupo volvió a unirse con el nombre oficial de "Toots and The Maytals" y empezaron a trabajar con el productor chino-británico Leslie Kong. Durante este periodo tuvieron éxitos como "54-46 That's My Number" (en referencia a la temporada que pasó Hibbert en la cárcel), "Do the Reggay", "Pressure Drop" y su primer éxito internacional "Monkey Man". 
En 1972 ganaron su tercer festival en Reino Unido, con su popular canción "Pomp & Pride". Ese mismo año participaron en la película The Harder They Come, protagonizada por Jimmy Cliff, y que fuera de gran importancia para la difusión mundial del reggae. Dos de sus temas, "Sweet and Dandy" y "Pressure Drop", integraron la banda sonora de la película. Tras la muerte de Leslie Kong en 1971, Toots and the Maytals continuó grabando con el exingeniero de sonido de Kong, Warwick Lyn. El grupo lanzó tres discos producidos por Lyn y Chris Blackwell de Island Records, y gozaron de éxito comercial con Funky Kingston (1973) y Reggae Got Soul (1975).
En el periodo 1978-80 Toots and the Maytals tuvieron un segundo aire durante el resurgimiento punk y el ska en Inglaterra, conocido como 2 Tone. Una banda representativa de este género, The Specials, incluyó una versión de "Monkey Man" en su álbum debut homónimo. También The Clash realizó una versión de "Pressure Drop". En España también fueron versionados por la primera banda de ska de este país, Kortatu; con su tema "Sarri sarri" (el nombre real de esta canción es "Chatty Chatty").
Toots and the Maytals se separó en 1981, pero volvió a unirse en 1990 y siguen realizando conciertos por el mundo. Bandas como Sublime y 311 en Estados Unidos o Los Pericos en Argentina han incluido sus versiones de éxitos de Toots and the Maytals en sus álbumes.[cita requerida] Su disco True Love de 2004 obtuvo el Grammy por el mejor álbum de reggae. El álbum cuenta con las colaboraciones de artistas como Eric Clapton, No Doubt, Shaggy y Ben Harper que repasan sus temas más famosos como "Sweet and Dandy", "Bam Bam", "Reggae Got Soul" y "Pressure Drop". Los temas del grupo fueron incluidos en la película sobre skinheads This is England del director Shane Meadows.
El 12 de septiembre de 2020, Frederick "Toots" Hibbert falleció de COVID-19. En noviembre, los miembros restantes de Toots and the Maytals anunciaron que el grupo continuará.

## Miembros actuales
- Paul Douglas - batería, percusión, coros (1969-1981, 1990-2013, 2016-presente)
- Jackie Jackson - bajo, coros (1969-1981, 1990-2013, 2016-presente)
- Radcliffe "Dougie" Bryan - guitarra (1972-1981, 1998-2013, 2016-presente)
- Carl Harvey - guitarra, coros (1980-1981, 1990-2013, 2016-presente)
- Marie "Twiggi" Gitten - coros (1999-2013, 2016-presente)
- Stephen Stewart - teclados, coros (2002-2013, 2016-presente)
- Charles Farquharson - teclados (2008-2013, 2016-presente)

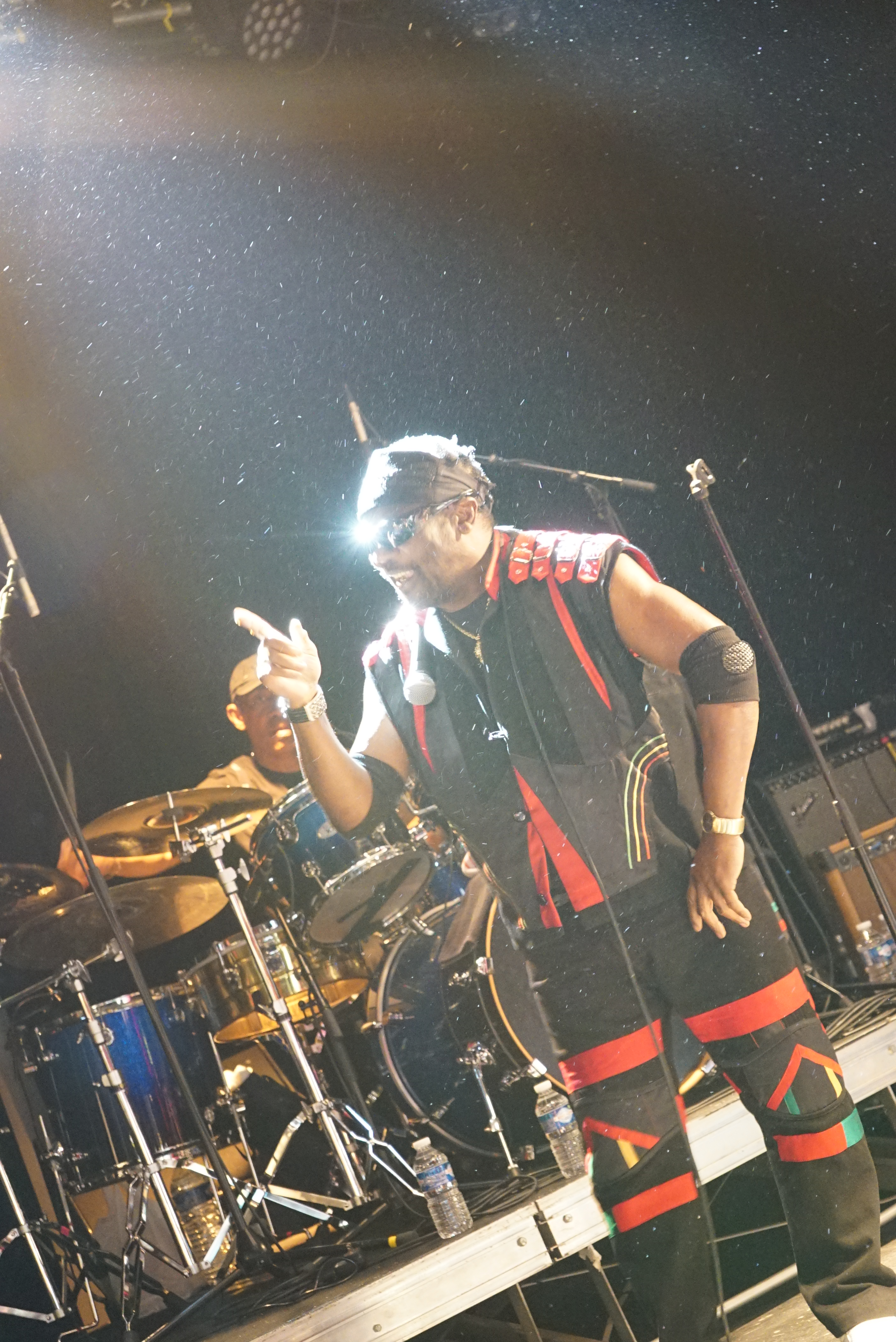
Toots and the Maytals en 2017

## Discografía

### Álbumes
- Never Grow Old (1964)
- The Sensational Maytals (1965)
- Sweet and Dandy (1969)
- From the Roots (1970)
- Monkey Man (1970)
- Greatest Hits (1971)
- Slatyam Stoot (1972)
- Funky Kingston (1973)
- Roots Reggae (1974)
- In the Dark (1974)
- Reggae Got Soul (1976)
- Toots Presents the Maytals (1977)
- Pass the Pipe (1979)
- Just Like That (1980)
- Knock Out! (1981)
- Recoup (1997)
- Ska Father (1998)
- World Is Turning (2003)
- True Love (2004)
- Light Your Light (2007)
- Flip and Twist (2010)
- Pressure Drop - The Golden Tracks (2011)
- Got to Be Tough (2020)